# Hambourg-Alsterdorf
Alsterdorf (en bas-allemand : Alsterdörp) est un des 105 quartiers de la ville libre et hanséatique de Hambourg (Allemagne).

## Localisation
Le quartier est situé dans l'arrondissement de Hambourg-Nord.

## Notes et références

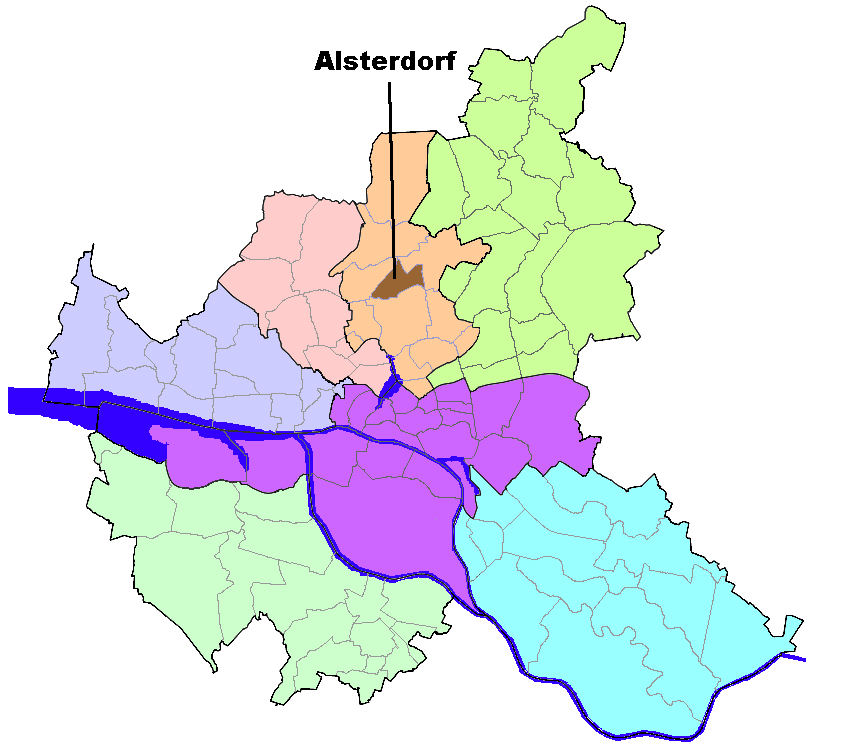
Localisation d'Alsterdorf sur la carte de Hambourg.